# Vincenzo Crocitti
Vincenzo Crocitti (* 16. Juli 1949 in Rom; † 29. September 2010 ebenda) war ein italienischer Schauspieler.

## Leben
Crocitti, aus einer kalabrischen Familie stammend, drehte seine ersten Filme in den 1960er Jahren. Sein Debüt entstand unter Marco Ferreri bereits 1964 und war dann für einige Jahre Schnittassistent. Zu Beginn des folgenden Jahrzehnts etablierte er sich als komödiantischer Schauspieler in Nebenrollen, wofür ihn sein Äußeres – mit großer Nase und einnehmendem Lächeln – prädestinierte.
1977 spielte er Alberto Sordis Sohn in Un borghese piccolo piccolo, wofür er mit dem David di Donatello und einem Silbernen Band ausgezeichnet wurde. Unzufrieden mit unattraktiven Filmangeboten, wandte sich Crocitti der Bühnenarbeit zu und arbeitete mit Giorgio Strehler (1981/1982 in La grande magia). 1995/1006 feierte er große Erfolge mit der Komödie Uomini stregata della luna, für die er mit Pino Ammendola und Nicola Pistoia zusammenarbeitete. Ebenfalls in den 1990er Jahren verstärkte er seine Engagements für das Fernsehen und spielte u. a. in den erfolgreichen Serien Un medico in famiglia (als „Dottore Mariano“), Carabinieri und Don Matteo. Seine Filmografie umfasst etwa 70 Titel.
Für seine Rolle als Sohn von Alberto Sordi in Un borghese piccolo piccolo (1977) wurde Crocitti mit dem Nastro d’Argento und dem David di Donatello ausgezeichnet.
Dem deutschen Publikum dürfte er vor allem durch seine Nebenrolle in Ödipussi (1988) bekannt sein.

## Filmografie (Auswahl)
- 1967: Nel sole
- 1970: Drei Halunken und ein Halleluja (Roy Colt & Winchester Jack)
- 1973: Hilfe, ich bin Spitz…e! (Rugantino)
- 1973: Die Säge des Teufels (I corpi presentano tracce di violenza carnale)
- 1974: Herr Oberst haben eine Macke (Il colonnello Buttiglione diventa generale)
- 1977: Un borghese piccolo piccolo
- 1977: Orzowei – Weißer Sohn des kleinen Königs (Orzowei) (Fernsehserie)
- 1978: Oben ohne, unten Jeans (Avere vent'anni)
- 1980: Zwei Kuckuckseier im Gruselnest (Polvos magicos)
- 1982: Wild trieben es die alten Hunnen (Attila flagello di Dio)
- 1988: Ödipussi
- 1998–2004: Un medico in famiglia (Fernsehserie)
- 2002–2007: Carabinieri (Fernsehserie)